# アルケミスト - 夢を旅した少年
『アルケミスト - 夢を旅した少年』（アルケミスト ゆめをたびしたしょうねん、O Alquimista）は、パウロ・コエーリョの小説。原著はポルトガル語で書かれており、ブラジルで出版された。

## 概要
1988年に発表されたパウロ・コエーリョの代表作。ブラジルでも売れていたが、1993年にアメリカのハーパーコリンズが50,000部出版してから国際的なブームに火がつき、67か国語に翻訳された。熱狂的な支持を得てベストセラーになり、世界で3000万部売れ、文化現象となった。高校のカリキュラムで取り上げられたこともある。日本語訳は、英語の1988年版に基づいて山川紘矢と山川亜希子が翻訳し、当初1994年に地湧社より単行本として出版され、後の1997年に角川書店から発売された (ISBN 9784042750017)。英語の1998年版にはサブタイトルと、ギリシャ神話のナルキッソスの物語の後日談のような奇妙なプロローグがあるが（日本語版にはない）、2002年版では削除され、前書き、作者の簡単な伝記とインタビュー、作者の他の本の宣伝が加えられている。
『アルケミスト』（錬金術師）というタイトルだが、主人公は錬金術師ではない。幻想的な要素を含み、南米のマジックリアリズムの流行を背景とすると考えられている。物語はシリアスだが、コミカルでユーモラスな要素もある。人気にもかかわらず、日本での評価や研究はほとんど見られない。
ネットでは、スワッハムの行商人（Pedlar of Swaffham）というイギリスの昔話がもとになっていると指摘されており、話の基本的なところは似ている。大切なものがそばにあったが気がつかず、求めて冒険をして戻ると身近にあったことに気が付くという構造は、スワッハムの行商人同様に「青い鳥」にも似ている。男主人公が試練を克服して美しい姫＝結婚相手と宝を手にするという構造は、おとぎ話のパターンを踏襲している。
単純だが哲学的で、シンプルで散文的な文章とアレゴリーに満ちた、直截的な美しい寓話のような物語だという評価もあり、1998年の英語版ではサブタイトルで寓話であると明確に語られている。主人公は、先入観を持たない謙虚で柔軟な少年として描かれる。「自分の望みを生きる者」というコエーリョの理想の姿を体現する主人公の、夢を追求する純粋な＜子ども＞の冒険物語が描かれている。主人公は様々な試練に合うが、それを「精神と意志を準備させる」試練ととらえて克服し、そうした態度により深遠な知恵へと到達し、大いなる力を手に入れる。本作では、夢を追求する過程がモデル化されて提示され、人が信じるべき人生の物語が語られる。
「おまえが何か望めば、宇宙のすべてが協力して、それが実現するように助けてくれる」と繰り返し語られ、ニューソートの引き寄せの法則（ポジティブシンキング）の思想が描かれている。
キャラクターは浅く単純化されており、人生の複雑さや高度な真理への取り組みに対応するものではなく、文学より「セルフヘルプ（自己啓発）」に傾いているという評価もある。単純だからこそ、未熟な人間へのちょっとした励まし、心を包むあたたかく安全な毛布として役立つという意見もある。田中耕一朗は、本作は決して浅いファンタジーではなく、主人公が困難にあっても悩み苦しむことがないのは、複雑な大人の物語ではなく、ひたむきな＜子どもの物語＞であるためだと述べている。
本作では、人間が世界を恐ろしいものととらえているがゆえに、世界は恐ろしい場所になっているのだと語られる。こうした見方に対しては、単なる理想論ではなく深い洞察に基づいて人生をとらえているという称賛もあるが、実際世界は恐ろしい場所であるという現実を無視しているという意見もある。
ACIDMANは、この話をモチーフにして楽曲「アルケミスト」を制作した。

## ストーリー
スペインの羊飼いの少年サンチャゴは、偶然出会った王様メルキゼデックに導かれ、ピラミッドにあるという宝物を探しに行くことを決意する。
ピラミッドがあるエジプトに向かい海を渡ったサンチャゴであったが、直後、盗賊の少年にお金を騙し取られてしまう（サンチャゴは作中で3度も無一文になる）。そのため、サンチャゴは1年近くクリスタルショップで働くことになる。
月日が経過し、十分なお金を貯めたサンチャゴは再びスペインに帰って羊飼いに帰るつもりであったが、王様からもらった二つの石「ウリム」と「トムミム」を見て考え直し、再びピラミッドに向かうことを決意する。
キャラバンとともに長い砂漠を越えようとする途中、錬金術師を目指すイギリス人と知り合いになる。彼はオアシスにいる錬金術師に会うためにはるばるやってきたという。
オアシスに着いた一行は、部族間の戦争のため、オアシスでの滞在を余儀なくされる。そこでサンチャゴは、「前兆」を見てその意味を読み取り、オアシスの危機を救う。このことでオアシスの錬金術師から認められたサンチャゴは、錬金術師とともにピラミッドへ向かう。
サンチャゴは、困難に負けずに前進し続けることで、より強く賢くなり、生きることの意味を見出し、伴侶を得て、宝物にたどり着く。